# ヤマハ・VMAX
VMAX（ブイマックス）とは、ヤマハ発動機が製造販売するオートバイ（大型自動二輪車）。1985年に発売された1200 ccクラスの第1世代と、2008年に発売された1700 ccクラスの第2世代の二つのモデルがある。

## モデル一覧

### VMAX1200

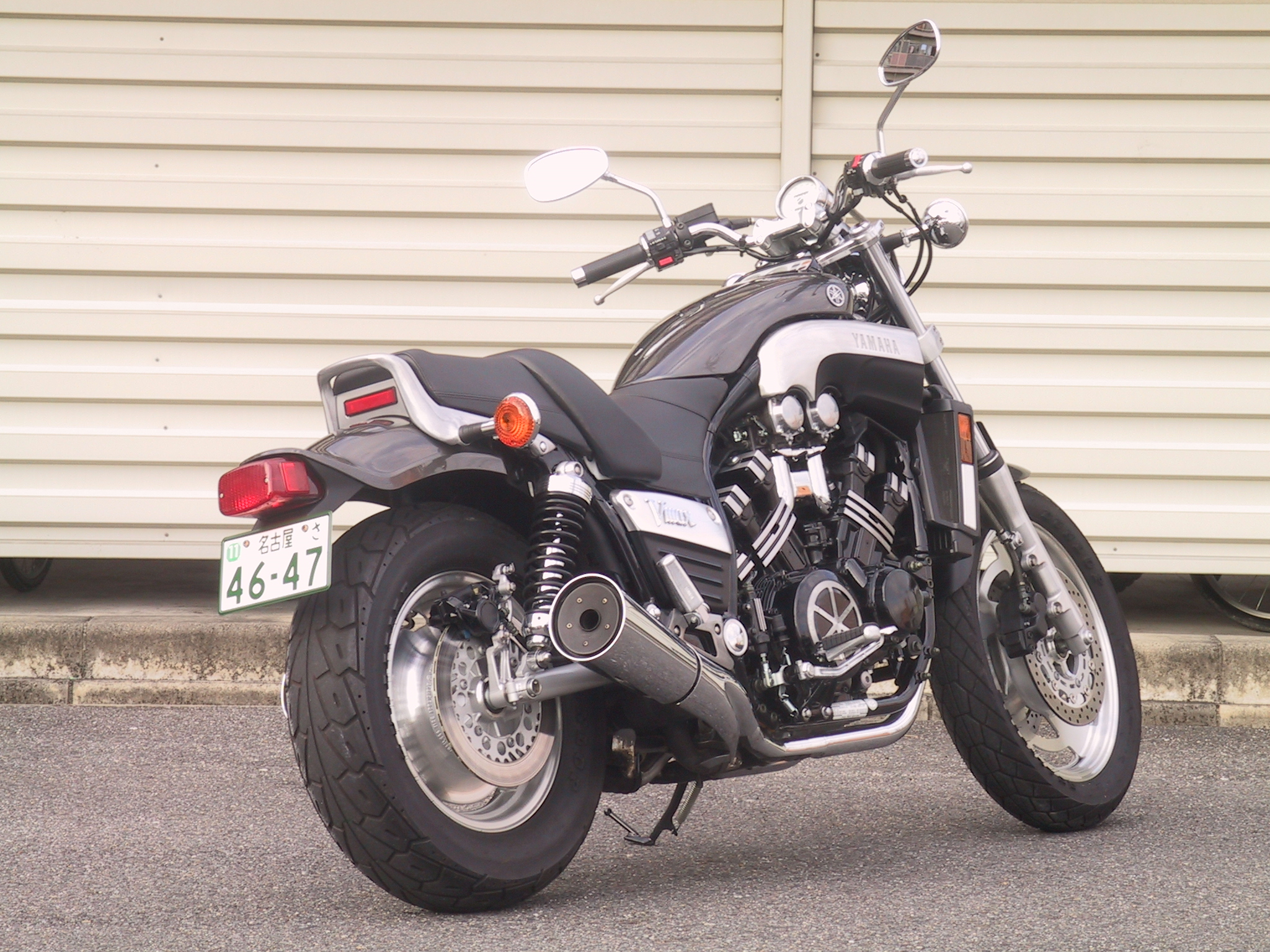
150/90-15というサイズのためリアタイヤの選択肢は少ない

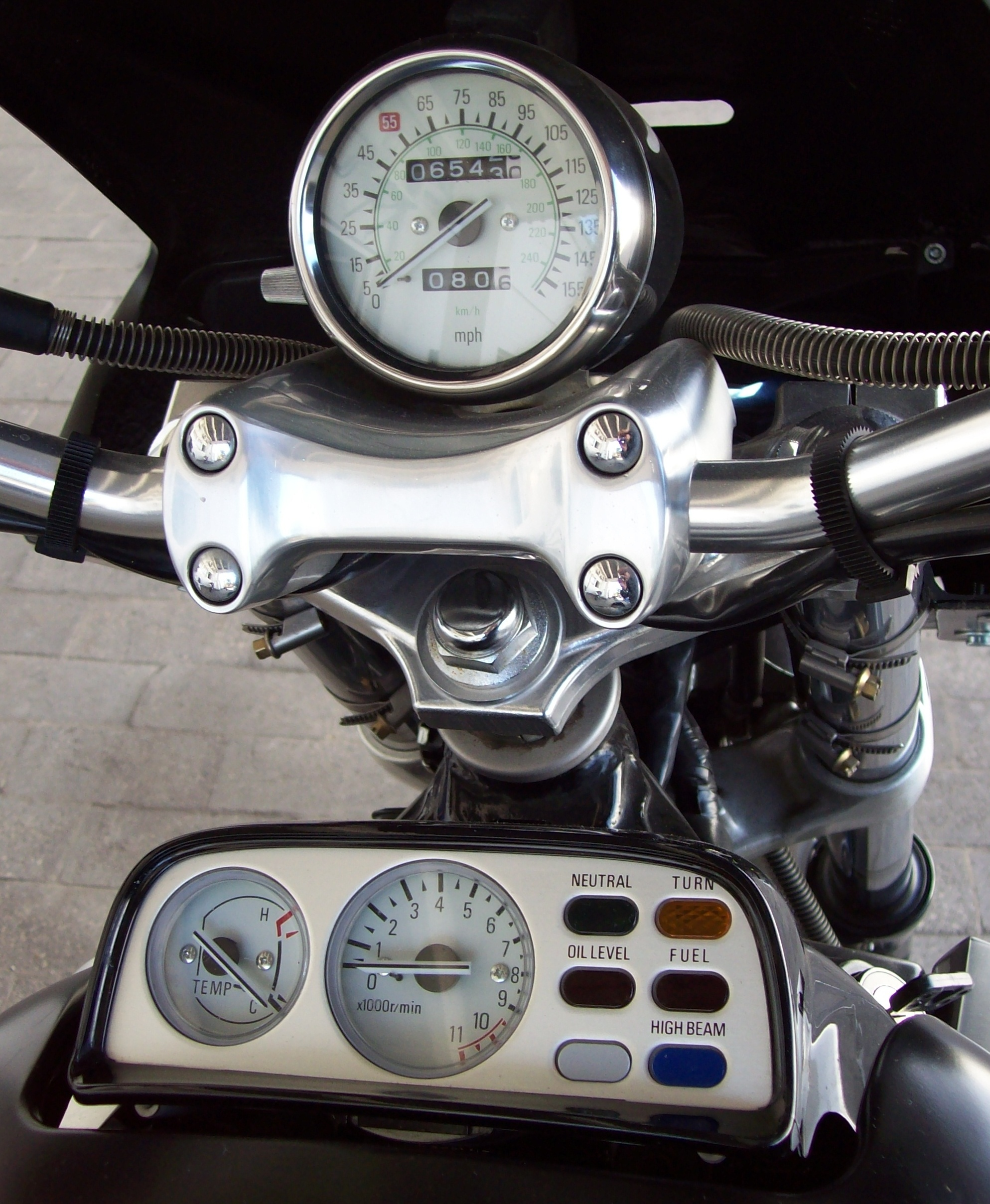
メーター周り

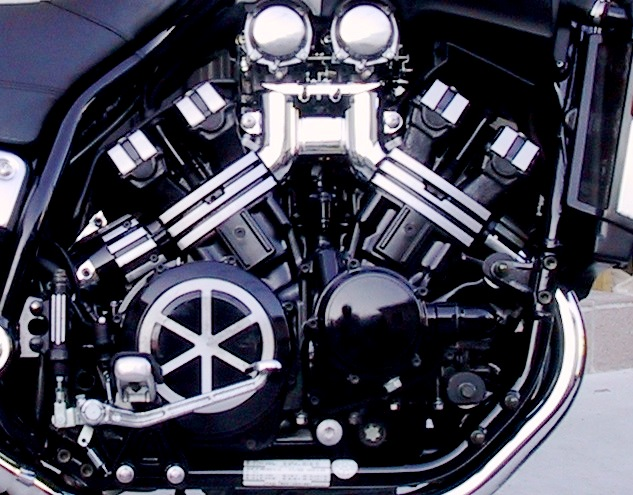
エンジン

正式呼称はVMX12である。車体種別はネイキッドタイプともアメリカンタイプともとれない独特なもの。エンジンはヤマハ・ベンチャーロイヤルの水冷4ストローク70°V型4気筒DOHC1,198 ccをベースに、新機構Vブーストシステムが組み込まれた。
GKダイナミックスによるマッチョなフォルムからドラッグレース、アメリカンなモータースポーツに参加する競技車両を彷彿させる。大容量エアクリーナーが内蔵されたタンクカバー（燃料タンクはシートの下）や、両サイドに張り出したエアダクト（実際にはダミー）からキャブレターを通りシリンダーへと流れていくように感じられるエンジンを中心としたデザインやレイアウトがこれまでのバイクと一線を画している。そのアグレッシブなシルエットに負けない当時世界最強のエンジンによって、ドラッグレース(ゼロヨン)10秒台と言うポテンシャルを誇ったモンスター・バイクでもある。
発売からすでに30年以上経ったものの、海外は元より日本の大型オートバイ市場の中でも現在なお根強い人気を保っている。

#### Vブーストシステム
この車両最大の特徴は、Vブーストシステムと呼ばれる装置を搭載していたことであった。エンジンの回転数が6,000回転を超えた辺りからキャブレター下部にある、インテークマニホールドの前後を繋ぐバタフライバルブが開き始めて8,500回転で全開となり、1気筒当たりツインキャブ（2つのキャブレターが連結された状態）に変化し、高回転時のみ大口径キャブレターを装着した状態を作り出し、多量の混合気をシリンダー内に積極導入する仕組みである。最大145 PS / 9000 rpm、12.4 kgf·m / 7500 rpmを発生し、「重量級の車体と驚異の加速力、Vブースト」がVMAXを表す言葉としてピッタリなものとなった。実際、6,500回転あたりから豹変する強烈な吹け上がりは当時の量産市販車世界最強の馬力を実感させるに十分なものであったが、アメリカンとしてホールドの効かないポジションと車体剛性の低さ、またシャフトドライブ車特有の癖もあり、実際にフルパワー加速を行うのはライダーの度胸も必要であった。あまりの強烈な加速力に、テストライダーがフル加速をすることが出来なかったという逸話もある。

#### 日本国外仕様
1985年より輸出車として製造されていたが、日本仕様の発売まで逆輸入車として販売され、バブル期の好景気も相まって相当数の個体が日本に出戻っている。多数を占めるカナダ仕様の他、アメリカ仕様、ブローバイガス還元装置の付いたカリフォルニア仕様、ヨーロッパ仕様、高年式車では南アフリカ仕様がある。カラーリング変更や細かな部分の年次改良は多岐にわたる。
- 1985年 - 初期型の発売開始。最初期型のみ前後5本スポークのキャストホイール。アメリカ仕様の1FK、ガソリン蒸散防止装置の付いたカリフォルニア仕様の1JH、カナダ仕様の1GRが用意された。
- 1986年 - マイナーチェンジ。リアホイールがディッシュタイプとなり、リアシートのデザインが変更される。欧州仕様（2EN）の輸出を開始（Vブーストなし、100 PS / 11.7 kgf·m）。
- 1987年 - 北米仕様のマイナーチェンジ(アメリカ仕様2WE、カリフォルニア仕様2WF、カナダ仕様2LT)。前後ディッシュホイールに変更。
- 1989年 - 欧州仕様のホイールがディッシュタイプに変更される。年式・仕向地によって型式・詳細な諸元が異なるが、この年式までのカナダ仕様が最も高出力と言われている。
- 1990年 - 日本仕様(3UF)の販売開始に併せ、点火時期の進角方式がアナログ式からデジタル式に変更され、ステアリング周りのメッキ処理などの変更を受ける。
- 1991年 - 欧州仕様、騒音規制強化により出力が下がり（95.2 PS / 10.3 kgf·m）、ドライブシャフトのピニオンギアが国内仕様と同一になる。
- 1993年 - フロントフォークの大容量化、ブレーキの大径化などの変更を受ける（中期型）。
- 1995年 - オイルエレメントがカートリッジ式に変更となる。
- 1998年 - シフトドラムが改良される。
- 2001年 - フロントフォークにインナーチューブガードが採用される。同年4月1日以降の生産された個体は日本の排ガス規制の適合を受けることとなったため、一時輸入販売が途絶える。欧州仕様、ドライブシャフトのピニオンギアが他の輸出仕様と同一になる。
- 2003年 - 北米仕様が現地の排ガス規制（ARB TIER1）に適合した仕様(P616E)となり販売が継続される（最終型）。点火時期の進角特性が変更され、最高出力が下がる（アメリカ仕様135 PS、カナダ仕様140 PS）。この仕様が日本の平成10年排ガス規制に適合している事が確認され、再度逆輸入車として販売が開始される。南アフリカ仕様の販売開始。欧州仕様(P602E)は本年を最後に生産を終了している。
- 2004年 - 燃料蒸発ガス排出抑止装置（チャコールキャニスター）が装備される。
- 2007年 - カムプロファイルの変更により、アメリカの排ガス規制（EPA Class3）に適合。このモデルより、全車135 PSに統一され、ファイナルエディションをもって生産終了。国内仕様を含めた総生産台数は93,196台。

#### 日本国内仕様

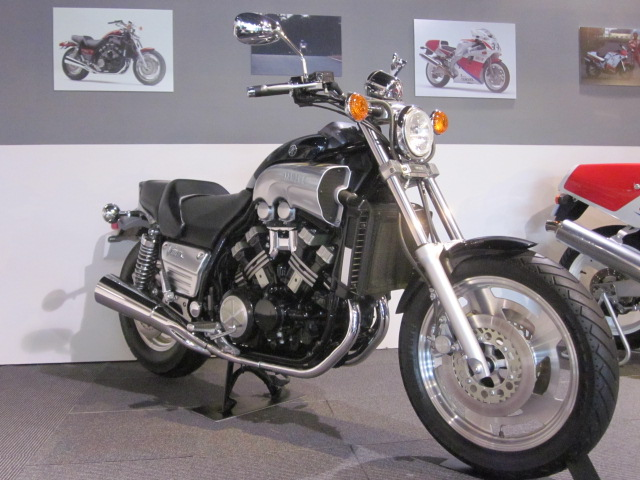
1990年式　日本仕様(3UF)

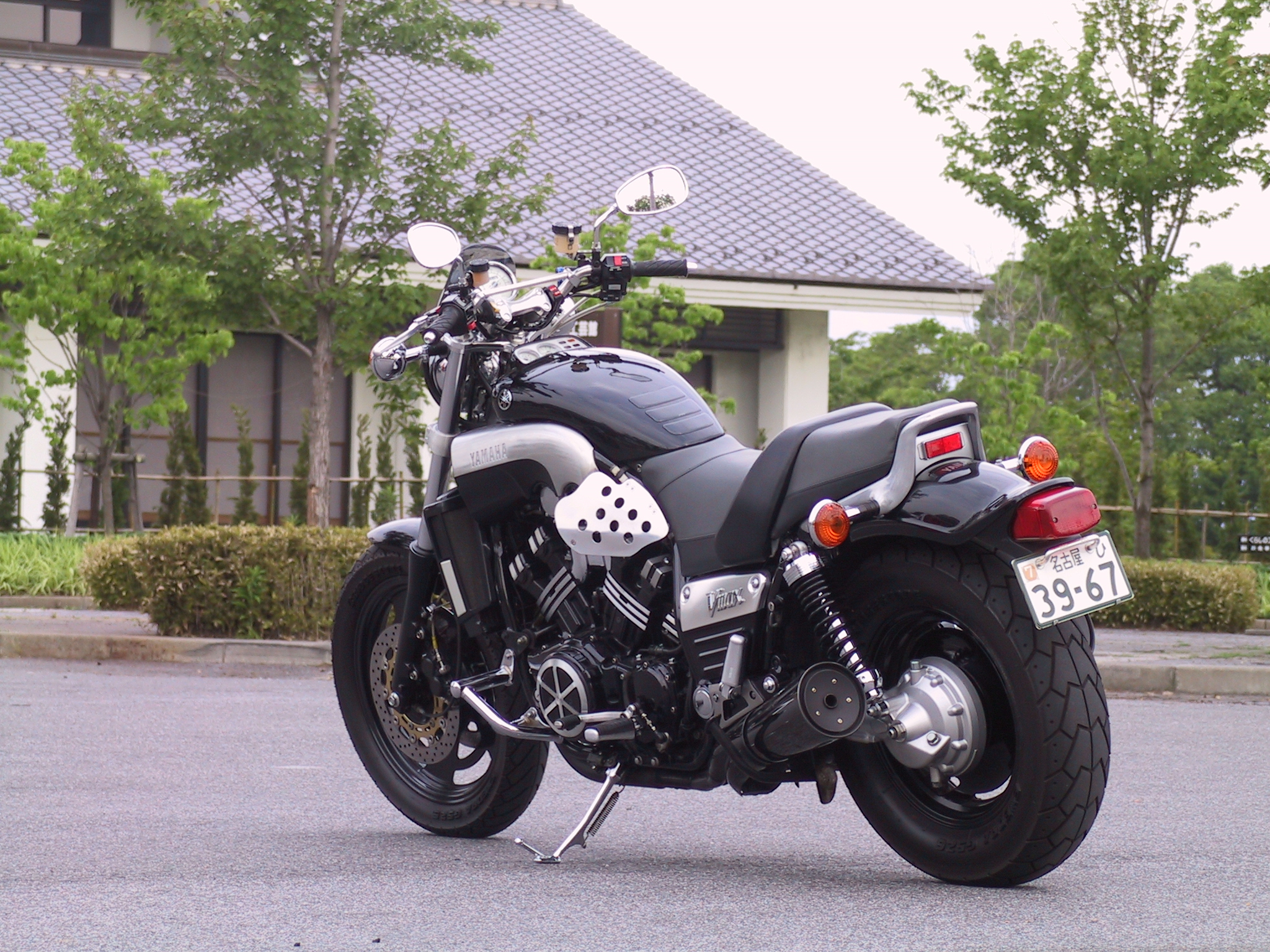
1997年式　日本仕様(3UF)

1990年に750 ccを超えるオートバイの販売が解禁され、その運輸省型式指定第１号である日本国内仕様が販売開始。当時、上限100馬力の自主規制がなされた事からVブーストシステムは搭載されず、98 PS / 11.3 kgf·mにデチューンされ販売が開始された。外観上はラジエターカバーのサイドリフレクターの省略、タンデムバーのリアデフレクターの大きさ、マフラーの穴が小さいことなどから輸出仕様と区別することができる。数値上はパワーダウンされてはいるものの、キャブレターやファイナルギア比などに低中速域での加速を重視したセッティングがなされている。ストップ＆ゴーの多い日本の道路事情では、6000 rpmからしか作動しないVブーストシステム搭載モデルよりもむしろ使い勝手が良かった。さらに国内仕様にVブーストシステムが搭載できるカスタムキットや、本来バルブで開閉するバイパス部分を常時開いたままにさせるフルタイムVブーストシステムなどがリリースされ、日本仕様を日本国外仕様以上に仕上げることも可能となった。
- 1990年 - 日本仕様の販売開始。型式3UF。
- 1993年 - 日本国外仕様と同様、フロントフォークおよびブレーキ周りに大規模な変更を受ける。また、ヘッドライトが常時点灯となり、ハザードランプスイッチ付となる。
- 1995年 - 日本国外仕様と同様にオイルエレメントが変更され、シートベルトが廃止される。
- 1999年 - 日本仕様最後のマイナーチェンジ。自動二輪車にも排ガス規制が適用されることとなり、平成10年排ガス規制に適合しない継続生産の猶予期間である2000年に生産終了。日本仕様の生産台数は4,165台で、総生産台数のわずか22分の1と少数である。

### VMAX (RP22J)
2008年6月5日に23年ぶりのフルモデルチェンジとなる新型のVMAX(日本国外仕様)が発表された。
新型VMAXは完全新設計で、車体やエンジンの構造などは同社のスーパースポーツであるYZF-R1の技術を応用して設計されている。エンジンは初代と同じV4ながら65°に変更され、排気量は先代の1200 ccから1700 ccへと大幅に増大されており、フューエルインジェクションが装備されたため最大の特徴であったVブーストシステムは廃止になったが、その替わりとして吸気系統の部品であるファンネルの長さを可変させる YCC-I を搭載させ、出力は200 PS (147 kW) と大幅に増強された。
初代の弱点とされた車体構造も見直され、オールアルミフレームに52 mmフロントフォークを装備させ、ブレーキもABS仕様となっている。ただし剛性確保のため車両重量は310 kgとさらに増え、新車価格も2,376,000円と非常に高額なバイクとなった。
ヤマハ発動機は日本国内規制に適応する仕様も開発し、2009年4月20日に、19年ぶりに発売。車体構成は日本国外仕様とほぼ同じだが、自動車排出ガス規制と加速騒音規制に対応すべく、エンジン出力を低減したほか、サイレンサーの口径も小さくさせ、二重パイプを採用した。これらの事から日本国内仕様の出力は、日本国外仕様の最大値である200 PSより低下したものの、初代の日本国外仕様を上回る151 PSを確保し馬力規制撤廃後のオートバイにおいて最大の出力となる数値となった。なお、日本国内仕様は、180 km/h以上の速度を出せない仕様となっている。
国内仕様の新車販売は、車両の取り扱いなどに関するメーカーの研修を受けた者（VMAXアドバイザーと呼ばれる）が在籍し、なおかつ諸々の条件（店舗の面積、清潔感、整備施設、立地条件、過去のヤマハ車取り扱い実績、など）をクリアしたVMAX取扱店（ほぼ正規販売店のYSPのみ）に限られている。また、販売契約の成立を条件にメーカーから出荷されるため、VMAX取扱店であっても新車が在庫として店舗に並ぶことはない。これは販売店の判断で極端な値引きを行う、新古車として販売されるなど、ブランドイメージの低下を防ぐためである。このため、実車に触れる機会を提供するべく、メーカーおよび販売会社主催で試乗会や展示会が開かれることがある。また、購入後3年間は定期点検、油脂類の交換やロードサービスが無料で受けられる、1年間の盗難保険が付帯する等、最高級車種としての差別化が図られている。
なお逆輸入車については、初代モデルより日本国内販売を行なってきた販売店のプレストコーポレーションが「平成20年9月から適用された排出ガス基準強化規制と騒音規制の可否確認が取れない」という理由で逆輸入を行わないことを公表したが、のちに他の並行輸入業者(http://www.lirica.co.jp/) が日本国外仕様車両でも日本国内における規制への適合が行えることを確認したため、新型VMAXの逆輸入車も日本国内で販売されることになった。
2017年2月20日、最終受注上限120台を最後に、2017年8月に生産終了とする発表が行われた。